# المصينعة (الحد)

تعديل مصدري - تعديل

المصينعة هي إحدى قرى عزلة الحد بمديرية الحد التابعة لمحافظة لحج، بلغ تعداد سكانها 214 نسمة حسب تعداد اليمن لعام 2004.